# 徙戎論
《徙戎論》是西晉陳留圉（河南省開封市東）人江統的一部政治论著。
元康九年（299年）山陰縣令江統於齊萬年事件之後，作《徙戎論》著稱於世。文中提到“關中之人百餘萬口，率其少多，戎狄居半”，稱戎狄是“人面獸心”，並說他們「非我族類，其心必異，戎狄志態，不與華同。」建議迁返胡人，“今我遷之，傳食而至，附其種族，自使相贍，而秦地之人得其半穀，此為濟行者以廩糧，遺居者以積倉，寬關中之逼，去盜賊之原，除旦夕之損，建終年之益。若憚暫舉之小勞，而忘永逸之弘策；惜日月之煩苦，而遺累世之寇敵，非所謂能開物成務，創業垂統，崇基拓跡，謀及子孫者也。”，“夫為邦者，患不在貧而在不均，憂不在寡而在不安。以四海之廣，士庶之富，豈須夷虜在內，然後取足哉！此等皆可申諭發遣，還其本域，慰彼羇旅懷土之思，釋我華夏纖介之憂。惠此中國，以綏四方，德施永世，於計為長。”
《徙戎論》提出時西晉由賈南風當政，沒有採納，不到十年即發生五胡亂華。